# 中国科学院北京基因组研究所
中国科学院北京基因组研究所成立于2003年11月，加挂牌子国家生物信息中心。杨运桂研究员自2023年8月起担任所长。